# Urocolius
Urocolius je mali rod ptica iz porodice mišjakinja. Sastoji se od dvije vrste koje nastanjuju područja istočne i južne Afrike:
- Pepeljasta mišjakinja,  Urocolius macrourus
- Crvenolica mišjakinja,  Urocolius indicus.

Tipično su duge oko 32 centimetra. Svežderi su, hrane se kukcima, malim stonogama iz razreda dvojenogih i nekim biljkama.
"Urocolius" archiaci, "U." consobrinus i "U." paludicola su tri taksona opisana prema ostacima koji potječu iz ranog miocena i nađeni su u mjestu Saint-Gérand-le-Puy u Francuskoj. Njihova taksonomska povijest je dosta šarena, bili su smještene u djetliće, te su nekoliko puta bili odvajani i prepajani. Danas se vjeruje da bare dvije od tih vrsta pripadaju prapovijesnom rodu Limnatornis

## Vanjske poveznice
|  | Zajednički poslužitelj ima još gradiva o temi Urocolius |
|  | Wikivrste imaju podatke o taksonu Urocolius             |